# DJ Jurgen
DJ Jurgen, född Jurgen Rijkers, 13 februari 1967 i Delft i Holland, är en DJ, musikproducent och artist från Nederländerna.
DJ Jurgen började sin karriär som radioDJ i Haag och 1985 började han spela i publikradio i Holland. Detta gjord honom känd inom radiokretsar och ledde till vidare kontakter inom musikbranschen. Han är mest känd för att producerat Alice DeeJay's internationella hit "Better Off Alone", 1999, samt 2000 för sin Eurodancehit "Higher & Higher" vilken gjordes tillsammans med sångerskan Karen Shenaz.
Han DJ:ar fortfarande men ägnar den största delen av tiden åt diverse producentjobb.